# Bad Wünnenberg
Bad Wünnenberg  är en stad i Kreis Paderborn i Regierungsbezirk Detmold i förbundslandet Nordrhein-Westfalen i Tyskland. Bad Wünnenberg har cirka 13 000 invånare.